# Headlights
Headlights – singel amerykańskiego rapera Eminema z gościnnym udziałem wokalisty Nate'a Ruessa. Utwór został wydany 5 lutego 2014 roku cyfrowo i pochodzi z albumu rapera pt. The Marshall Mathers LP 2. Za produkcje piosenki odpowiadają Emile Haynie, Jeff Bhasker i Eminem. W utworze tym raper przeprasza swoją matkę, Debbie Mathers za obrażanie jej w swoich poprzednich nagraniach.
Teledysk był kręcony w rodzinnym mieście Marshalla, Detroit. Za reżyserię klipu odpowiedzialny był Spike Lee. Teledysk ukazał się 11 maja 2014 roku, w Dzień Matki w Stanach Zjednoczonych.
Singel uzyskał certyfikat złota w Australii.